# Konia (Cypr)
Konia (gr. Κονιά) – wieś w Republice Cypryjskiej, w dystrykcie Pafos. W 2011 roku liczyła 2209 mieszkańców.